# Lamborghini Bertone Athon
La Lamborghini Athon è una dream car prodotta da Lamborghini. Si tratta di una barchetta a due posti presentata al salone di Torino nel 1980.

## Contesto
Il prototipo si basa sulla meccanica della "Urraco P300"  e presenta spunti stilistici interessanti come il parabrezza curvo e molto inclinato, i passaruota squadrati ed linee tese e spigolose della carrozzeria.
Per la plancia, fu sperimentata una strumentazione di tipo digitale.
Il nome deriva dall'antico dio sole egiziano.